# Dingo (Queensland)
Dingo – miejscowość w stanie Queensland w Australii, w regionie Central Highlands. Znajduje się na drodze Capricorn Highway z Rockhampton do Barcaldine oraz na linii kolejowej Central Western. W 2016 roku zamieszkane przez 221 osób.
Miasto zostało założone w 1889 roku. Jego nazwa wzięła się od potoku Dingo Creek. W 1940 roku przez krótki czas nosiło nazwę Remo.